# Luiza Złotkowská
Luiza Złotkowská (* 25. května 1986 Varšava) je polská rychlobruslařka.
Na mezinárodní scéně debutovala v roce 2001, o rok později již startovala na Mistrovství světa juniorů, kde se ve víceboji umístila na 22. místě a ve stíhacím závodě družstev na 6. příčce. Obdobných výsledků ve třetí desítce dosahovala na juniorském šampionátu i v následujících letech, na velké seniorské akci závodila poprvé v roce 2006, kdy skončila na Mistrovství Evropy na 23. místě. Od podzimu 2006 startuje pravidelně na závodech Světového poháru. Zúčastnila se Zimních olympijských her 2010, kde získala bronzovou medaili ve stíhacím závodě družstev. V individuálních závodech dojela na 24. (3000 m) a 34. (1500 m) místě. Tentýž cenný kov ve stejné disciplíně pomohla vybojovat polskému týmu na Mistrovství světa na jednotlivých tratích 2012. Z Akademického mistrovství světa 2012 si přivezla tři stříbrné medaile ze závodů na 500, 1000 a 3000 m. Na mistrovství světa 2013 vybojovala s polským družstvem stříbrnou medaili. Zúčastnila se Zimních olympijských her 2014, kde se v závodě na 3000 m umístila na 18. místě, na kilometru skončila na 29. příčce, na distanci 1500 m byla jedenáctá a ve stíhacím závodě družstev získala stříbro. Na Zimních olympijských hrách 2018 se v závodě na 3000 m umístila na 14. místě, na poloviční distanci se umístila na 17. příčce, ve stíhacím závodě družstev byla sedmá a v závodě s hromadným startem skončila na 9. místě.